# 36-та піхотна дивізія (США)
36-та піхо́тна диві́зія а́рмії США (англ. 36th Infantry Division (United States) — військове з'єднання, піхотна дивізія армії США. Заснована у липні 1917 року. Штаб-квартира дивізії в Остіні, штат Техас.

## Структура дивізії

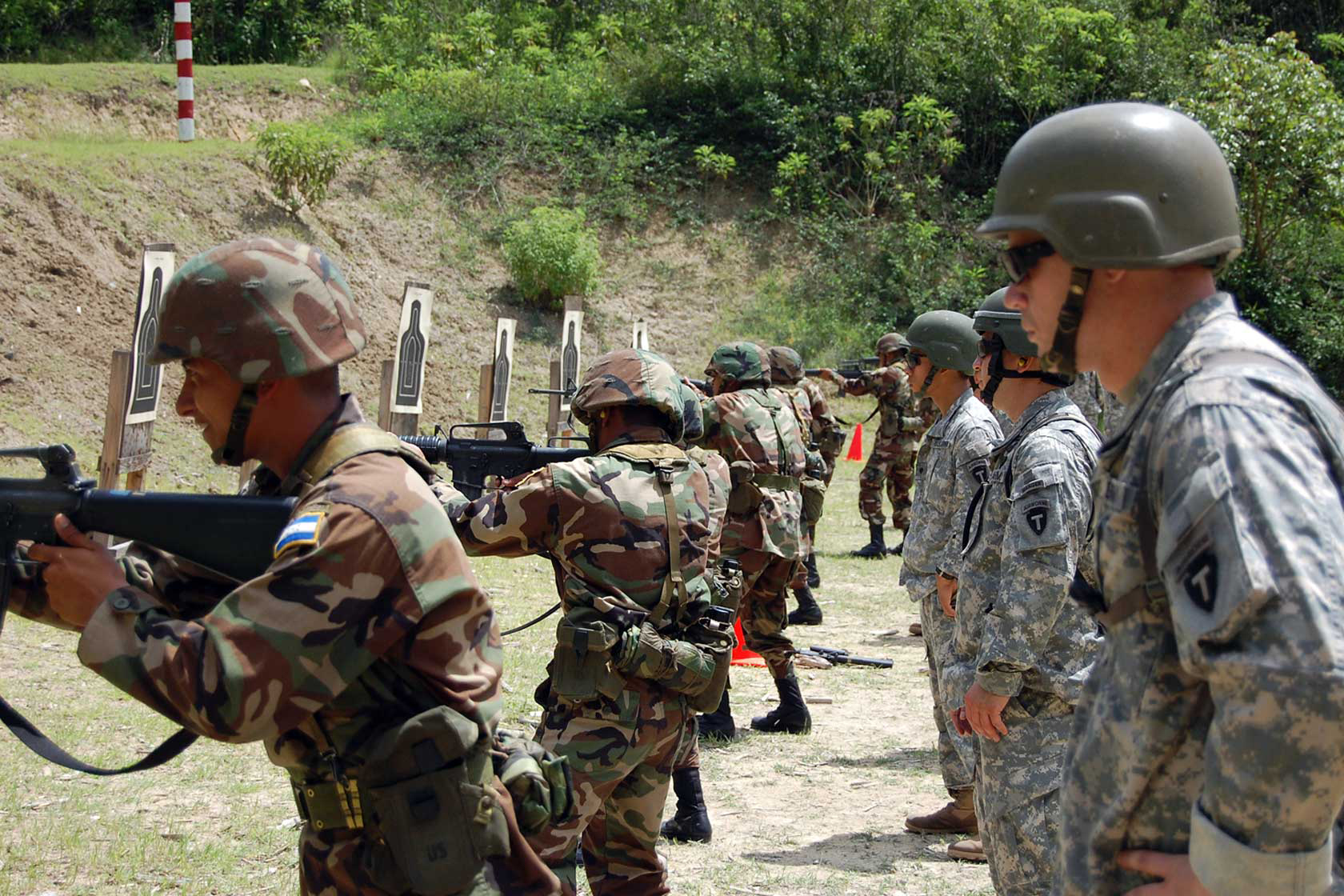
Інструктори 36-ї дивізії навчають солдат Гондураської армії. Липень 2009

Організаційно-штатна структура 36-й дивізії